# جون هاردينغ (كاتب)
جون هاردينغ (بالإنجليزية: John Harding)‏ هو كاتب بريطاني، ولد في 1951 في إيلي في المملكة المتحدة، وتوفي في سبتمبر 2017 في هامرسميث في المملكة المتحدة.

## وصلات خارجية
- جون هاردينغ على موقع IMDb (الإنجليزية)